# Acanthochondria kajika
Acanthochondria kajika is een eenoogkreeftjessoort uit de familie van de Chondracanthidae. De wetenschappelijke naam van de soort is voor het eerst geldig gepubliceerd in 1996 door Ho & Kim I.H..